# Apogee (Band)
Apogee ist das Solo-Projekt des Versus-X-Sängers und -Gitarristen Arne Schäfer.

## Geschichte
Der Name Apogee für entstand im Jahr 1995, als die Band Versus X für den Vertrieb ihrer
ersten CD eine Kooperation mit dem französischen Tonträgerunternehmen Musea einging.
Musea zeigte sich ebenfalls interessiert an der Veröffentlichung einiger der über die
Jahre entstandenen Solo-Aufnahmen von Arne Schäfer, dem Leadsänger und Gitarristen von
Versus X. Als Künstler-Name wurde schließlich Apogee gewählt.
Bei Apogee spielt Arne Schäfer die meisten Instrumente einer typischen Progressive Rock
Band (elektrische und akustische Gitarren, Bassgitarre, Keyboards) mittels
Software im Mehrspurverfahren nacheinander selbst ein und singt auf den meisten
Songs, zum Teil auch mehrstimmig.
Auf den ersten beiden CDs „The Border of Awareness“ und „Sisyphos“ programmierte
er die Schlagzeugbegleitung mit Hilfe von Samples, während bei den späteren
Veröffentlichungen nacheinander die Versus X Schlagzeuger Uwe Völlmar und Thomas Reiner,
sowie aktuell Arne’s Schwager Eberhard Gräf das akustische Drumset bedienen.
Musikalisch ist Apogee ähnlich der Musik von Versus X und heutzutage am ehesten als
Retro-Prog zu bezeichnen, der sich an den klassischen Alben des Progressive Rock aus den
70er Jahren orientiert, beeinflusst von Bands wie z. B. Genesis, Yes, Gentle Giant, Jethro
Tull, ELP, aber auch von klassischen und modernen Komponisten sowie orchestraler
Filmmusik. Die Länge der komplexen Kompositionen liegt oft jenseits der 10-Minuten-Grenze
und Arne Schäfer verwendet häufig mystische Stimmungen und ungerade Taktarten.
Im Vergleich zu Versus X enthält die Musik von Apogee weniger Keyboardarpeggien, dafür
mehr Gesang und Gitarrenarbeit mit improvisierten Gitarrensoli und viele orchestral
arrangierte Passagen. Der strukturelle Aufbau der Kompositionen ist zudem mehr
Songorientiert als bei Versus X.
Die Apogee CDs „The Border of Awareness“, „Sisyphos“, „The Garden of Delights“, „Mystery Remains“ und „Waiting for the Challenge“ sind bei Musea Records (www.musearecords.com) in Frankreich erschienen.
Das aktuelle Album „The Art of Mind“ erschien 2015 bei Progressive Promotion Records
(www.progressive-promotion.de).
Weiterhin sind mehrere Frühwerke von Arne Schäfer erschienen, deren Aufnahmezeiträume
noch vor der ersten Apogee CD liegen. Das Album „On the Aftertaste“ enthält eine
Zusammenstellung von Aufnahmen aus der Zeit zwischen 1988 und 1995 sowie einen Longtrack
aus der Zeit des „Sisyphos“ Albums. „Die Gläserne Wand & Schleifen“ sind zwei in
deutsch gesungene Rock-Suiten aus den Jahren 1987 und 1988, die 2006 bei Mellow Records
(www.mellowrecords.com) in Italien veröffentlicht wurden.
Das Album „Out of the Darkness“ enthält eine Sammlung früherer Songs, die Arne
Schäfer noch mit sehr simpler Aufnahmetechnik zwischen 1986 und 1988 aufgenommen hatte.
Dieses Album ist eine Eigenproduktion und nur über die Versus X Website (Versus X Shop)
erhältlich.

## Diskografie
- 1995: The Border of Awareness
- 1998: Sisyphos
- 2001: Out of the Darkness
- 2001: Die Gläserne Wand & Schleifen
- 2003: The Garden of Delights
- 2006: On the Aftertaste
- 2009: Mystery Remains
- 2012: Waiting for the Challenge
- 2015: The Art of Mind
- 2018: Conspiracy of Fools
- 2020: Endurance of the Obsolete
- 2021: The Blessing and the Curse